# Atlanta (Indiana)
Atlanta es un pueblo ubicado en el condado de Hamilton en el estado estadounidense de Indiana. En el Censo de 2010 tenía una población de 725 habitantes y una densidad poblacional de 926,9 personas por km².

## Geografía
Atlanta se encuentra ubicado en las coordenadas 40°12′49″N 86°1′36″O / 40.21361, -86.02667. Según la Oficina del Censo de los Estados Unidos, Atlanta tiene una superficie total de 0.78 km², de la cual 0.78 km² corresponden a tierra firme y (0%) 0 km² es agua.

## Demografía
Según el censo de 2010, había 725 personas residiendo en Atlanta. La densidad de población era de 926,9 hab./km². De los 725 habitantes, Atlanta estaba compuesto por el 97.79% blancos, el 0.55% eran afroamericanos, el 0% eran amerindios, el 0% eran asiáticos, el 0% eran isleños del Pacífico, el 1.38% eran de otras razas y el 0.28% pertenecían a dos o más razas. Del total de la población el 1.93% eran hispanos o latinos de cualquier raza.